# 热比亚·买买提
热比亚·买买提（1942年—），又译热比娅·穆罕默德，女，生于新疆省库车县（今新疆维吾尔自治区库车市），中国女高音歌唱家，曾任中国音乐家协会常务理事，第四、五届全国人大代表。
1953年参加工作。1957年派往上海音乐学院声乐系学习，老师周小燕。1962年毕业，同年加入中国共产党。毕业后在新疆歌舞团工作。